# カリストゥス3世 (対立教皇)
カリストゥス3世（生没年不明）は、ローマ教皇であるアレクサンデル3世の対立教皇である（在位：1168年 - 1178年）。

## 生涯
神聖ローマ皇帝であるフリードリヒ1世（バルバロッサ・赤髭王）が教皇のアレクサンデル3世と対抗するために擁立した3人目の対立教皇である。フリードリヒ1世は教皇とのイタリア支配権をめぐる争いに決着をつけるためにイタリア遠征を行なったが、ロンバルディア同盟とハインリヒ獅子公の抵抗を受けて1176年のレニャーノの戦いで大敗した。
このためフリードリヒ1世は方針を和平に転換してアナーニ条約を締結した。そしてカリストゥス3世はフリードリヒ1世の後ろ盾を失って教皇としての地位も保てなくなった。アレクサンデル3世はカリストゥス3世を哀れに思って修道院長に任命するも拒否する。しかし1178年、アレクサンデル3世に身の安全を条件にして降伏した。